# 赛斯提乌斯金字塔
塞斯提乌斯金字塔（義大利語：Piramide di Caio Cestio或Piramide Cestia）是意大利罗马的一座古代金字塔，靠近圣保禄门和新教公墓。它坐落在两条古代道路的交叉点：奥斯迪亚大道和Via della Marmorata。由于塞斯提乌斯金字塔与城防工事结合在一起，它是当今保存最完好的罗马古建筑之一。 
这座金字塔建于大约公元前18年–前12年，是官员盖乌斯·塞斯提乌斯（拉丁语：Caius Cestius）的墓。混凝土砌筑，白色大理石石板贴面，洞石基础，底边长29.6米，高37米。彼特拉克记载道，罗马居民在中世纪时期普遍将这座金字塔视为罗马建城英雄瑞摩斯的墓室。后经教宗亚历山大七世修葺后，该墓的原主人才得以被熟知。
内部墓室为简单的矩形，5.95米长，4.10米宽，4.80米高。该墓在古代已遭盗墓，1660年在墓室只发现壁画。该墓在修建时已被封死，没有入口。